# Kanton Essoyes
Der Kanton Essoyes war bis 2015 ein französischer Wahlkreis im Département Aube und in der Region Champagne-Ardenne. Er umfasste 21 Gemeinden im Arrondissement Troyes; sein Hauptort (frz.: chef-lieu) war Essoyes. Die landesweiten Änderungen in der Zusammensetzung der Kantone brachten im März 2015 seine Auflösung. Vertreter im Generalrat des Départements war zuletzt Michel Mercuzot. Der Kanton Essoyes war 314,61 km² groß und hatte 4137 Einwohner (Stand 2012).

## Gemeinden
| Gemeinde               | Einwohner ; (Stand: 2022) | Code postal | Code Insee |
| ---------------------- | ------------------------- | ----------- | ---------- |
| Bertignolles           | 52                        | 10110       | 10041      |
| Beurey                 | 178                       | 10140       | 10045      |
| Buxières-sur-Arce      | 107                       | 10110       | 10069      |
| Chacenay               | 52                        | 10110       | 10071      |
| Chervey                | 149                       | 10110       | 10097      |
| Cunfin                 | 167                       | 10360       | 10119      |
| Éguilly-sous-Bois      | 114                       | 10110       | 10136      |
| Essoyes                | 711                       | 10360       | 10141      |
| Fontette               | 179                       | 10360       | 10155      |
| Landreville            | 385                       | 10110       | 10187      |
| Loches-sur-Ource       | 350                       | 10110       | 10199      |
| Longpré-le-Sec         | 69                        | 10140       | 10205      |
| Magnant                | 163                       | 10110       | 10213      |
| Montmartin-le-Haut     | 64                        | 10140       | 10252      |
| Noé-les-Mallets        | 104                       | 10360       | 10264      |
| Puits-et-Nuisement     | 201                       | 10140       | 10310      |
| Saint-Usage            | 69                        | 10360       | 10364      |
| Thieffrain             | 156                       | 10140       | 10376      |
| Verpillières-sur-Ource | 109                       | 10360       | 10404      |
| Vitry-le-Croisé        | 224                       | 10110       | 10438      |
| Viviers-sur-Artaut     | 120                       | 10110       | 10439      |

## Bevölkerungsentwicklung
| 1962 | 1968 | 1975 | 1982 | 1990 | 1999 | 2006 | 2012 |
| ---- | ---- | ---- | ---- | ---- | ---- | ---- | ---- |
| 4319 | 4680 | 4542 | 4220 | 4170 | 4124 | 4112 | 4137 |